# Berglopen (sport)
Berglopen is een niet-olympische langeafstandsloop met grote hoogteverschillen. Het speelt zich voornamelijk af op onverharde bergpaden (en kan dan gezien worden als vorm van trailrunning), maar kan ook plaatsvinden op verharde wegen indien onverhard te moeilijk is.
Berglopen wordt als discipline erkend door World Athletics en gereguleerd door de World Mountain Running Association, die sinds 1985 ook wereldkampioenschappen organiseren.

## Wereldkampioenschappen
Er zijn twee soorten wereldkampioenschappen in het berglopen: de normale en de lange afstand. Een langeafstandsbergloop is een wedstrijd tussen 20 en 45 km, met minstens 1,6 km aan hoogtemeters.

## Meerdaagse wedstrijd
Een uitdagende vorm van berglopen zijn de meerdaagse etappewedstrijden. Het bekendste voorbeeld daarvan is de Alpine-Run die in 7 of 8 dagen dwars door de Alpen loopt. De wedstrijd wordt gelopen met een partner. In 2023 wordt de 18e editie gelopen met voor het eerst de mogelijkheid om solo te lopen. Ditmaal loopt de route van  Lech am Arlberg naar  Prad am Stilfserjoch. Daarbij worden 268 kilometer afgelegd en 15.330 hoogtemeters beklommen.